# Parafia św. Zofii w Tarnogórze
Parafia Świętej Zofii w Tarnogórze – parafia rzymskokatolicka w Tarnogórze, należąca do archidiecezji lubelskiej i Dekanatu Krasnystaw – Wschód. Została erygowana w 1544 roku. Mieści się przy ulicy Krakowskie Przedmieście. Parafię prowadzą księża archidiecezjalni.

## Proboszczowie parafii w Tarnogórze
Źródło: 
| Proboszczowie parafii w Tarnogórze | Proboszczowie parafii w Tarnogórze | Proboszczowie parafii w Tarnogórze | Proboszczowie parafii w Tarnogórze  | Proboszczowie parafii w Tarnogórze | Proboszczowie parafii w Tarnogórze |
| Nr                                 | Imię                               | Nazwisko                           | Tytuł                               | Rok rozpoczęcia posługi            | Rok zakończenia posługi            |
| ---------------------------------- | ---------------------------------- | ---------------------------------- | ----------------------------------- | ---------------------------------- | ---------------------------------- |
| 1                                  | Baltazar                           | Kościesza                          | kanonik chełmski                    | 1544                               | b.d                                |
| 2                                  | Jakub                              | z Turobina                         |                                     | b.d                                | 1552                               |
| 3                                  | Michał                             | Radrużno                           | kanonik chełmski                    | 1552                               | 1572                               |
| 4                                  | Michał                             | Porhyński                          | kanonik chełmski                    | 1572                               | 1582                               |
| 5                                  | Feliks                             | Czarnołoski                        | kanonik chełmski                    | 1582                               | 1589                               |
| 6                                  | Albert                             | Polikowski                         |                                     | 1589                               | 1610                               |
| 7                                  | Franciszek                         | Szaforski                          |                                     | 1611                               | 1621                               |
| 8                                  | Jan                                | Szaforski                          |                                     | 1621                               | 1635                               |
| 9                                  | Stanisław                          | Ziętkowicz                         |                                     | 1635                               | 1669                               |
| 10                                 | Stanisław                          | Januszewicz                        |                                     | 1670                               | 1673                               |
| 11                                 | Walenty                            | Śmielowski                         | kanonik chełmski                    | 1673                               | 1683                               |
| 12                                 | Stanisław                          | Bedliński                          | kanonik chełmski                    | 1683                               | 1689                               |
| 13                                 | Franciszek                         | Wybranowski                        | oficjał i dziekan chełmski          | 1689                               | 1694                               |
| 14                                 | Franciszek                         | Michalski                          | kanonik kamieniecki                 | 1694                               | 1706                               |
| 15                                 | Mikołaj-Jerzy                      | Rządkowski                         | kanonik chełmski                    | 1706                               | 1721                               |
| 16                                 | Józef-Albert                       | Borzęcki                           | kanonik chełmski                    | 1726                               | 1737                               |
| 17                                 | Kacper                             | Wietrzyński                        |                                     | 1738                               | 1740                               |
| 18                                 | Antoni                             | Rostkowski                         | kanonik chełmski                    | 1740                               | 1774                               |
| 19                                 | Wawrzyniec-Józef                   | Żłoba Czerczycki                   | późniejszy biskup sufrogan chełmski | 1774                               | 1804                               |
| 20                                 | Jan                                | Bełdowski                          | kanonik lubelski                    | 1804                               | 1827                               |
| 21                                 | Jakub                              | Żuczkowski                         | lubelski                            | 1827                               | 1831                               |
| 22                                 | Jan                                | Antulski                           |                                     | 1831                               |                                    |
| 23                                 | Walenty                            | Wojtasiewicz                       |                                     | 1833                               | 1835                               |
| 24                                 | Antoni                             | Baczyński                          |                                     | 1835                               | 1869                               |
| 25                                 | Feliks                             | Rogala Troszczyński                | prałat zamojski                     | 1869                               | 1877                               |
| 26                                 | Andrzej                            | Sytek                              |                                     | 1877                               | 1886                               |
| 27                                 | Ludwik                             | Krzesiński                         |                                     | 1886                               | 1902                               |
| 28                                 | Walenty                            | Goliński                           | późniejszy prałat infułat zamojski  | 1902                               | 1915                               |
| 29                                 | Stanisław                          | Borucki                            |                                     | 1915                               | 1918                               |
| 30                                 | Antoni                             | Chotyński                          |                                     | 1918                               | 1921                               |
| 31                                 | Walenty                            | Zawistowski                        |                                     | 1921                               | 1925                               |
| 32                                 | Józef                              | Kostkowski                         | kanonik zamojski                    | 1925                               | 1927                               |
| 33                                 | Wincenty-Feliks                    | Pawelec                            | kanonik zamojski                    | 1927                               | 1938                               |
| 34                                 | Michał                             | Jabłoński                          |                                     | 1938                               | 1958                               |
| 35                                 | Józef                              | Kuniec                             |                                     | 1958                               | 1976                               |
| 36                                 | Józef                              | Siemczyk                           |                                     | 1976                               | 1981                               |
| 37                                 | Alojzy                             | Czarnota                           | kanonik zamojski                    | 1981                               | 1983                               |
| 38                                 | Władysław                          | Kowalik                            | wicedziekan, kanonik zamojski       | 1983                               | 1990                               |
| 39                                 | Franciszek                         | Rząd                               | kanonik zamojski                    | 1991                               | 1996                               |
| 40                                 | Andrzej                            | Kuś                                | kanonik chełmski                    | 1996                               | 2001                               |
| 41                                 | Marek                              | Czerko                             | kanonik chełmski                    | 2001                               | 2006                               |
| 42                                 | Adam                               | Lemieszek                          | kanonik chełmski                    | 2006                               | 2009                               |
| 43                                 | Jarosław                           | Wójcik                             | wicedziekan, kanonik lubelski       | 2009                               | 2019                               |
| 44                                 | Jan                                | Rząd                               |                                     | 2019                               |                                    |

## Zasięg parafii
Do parafii należą wierni z następujących miejscowości: Bobliwo, Borsuk, Dworzyska, Górecko (Wirkowice Drugie), Izbica, Mchy, Ostrówek, Ostrzyca, Piaski Szlacheckie, Romanów, Tarnogóra-Kolonia, Wał, Zalesie i Tarnogóra.